# Mark Zuckerberg

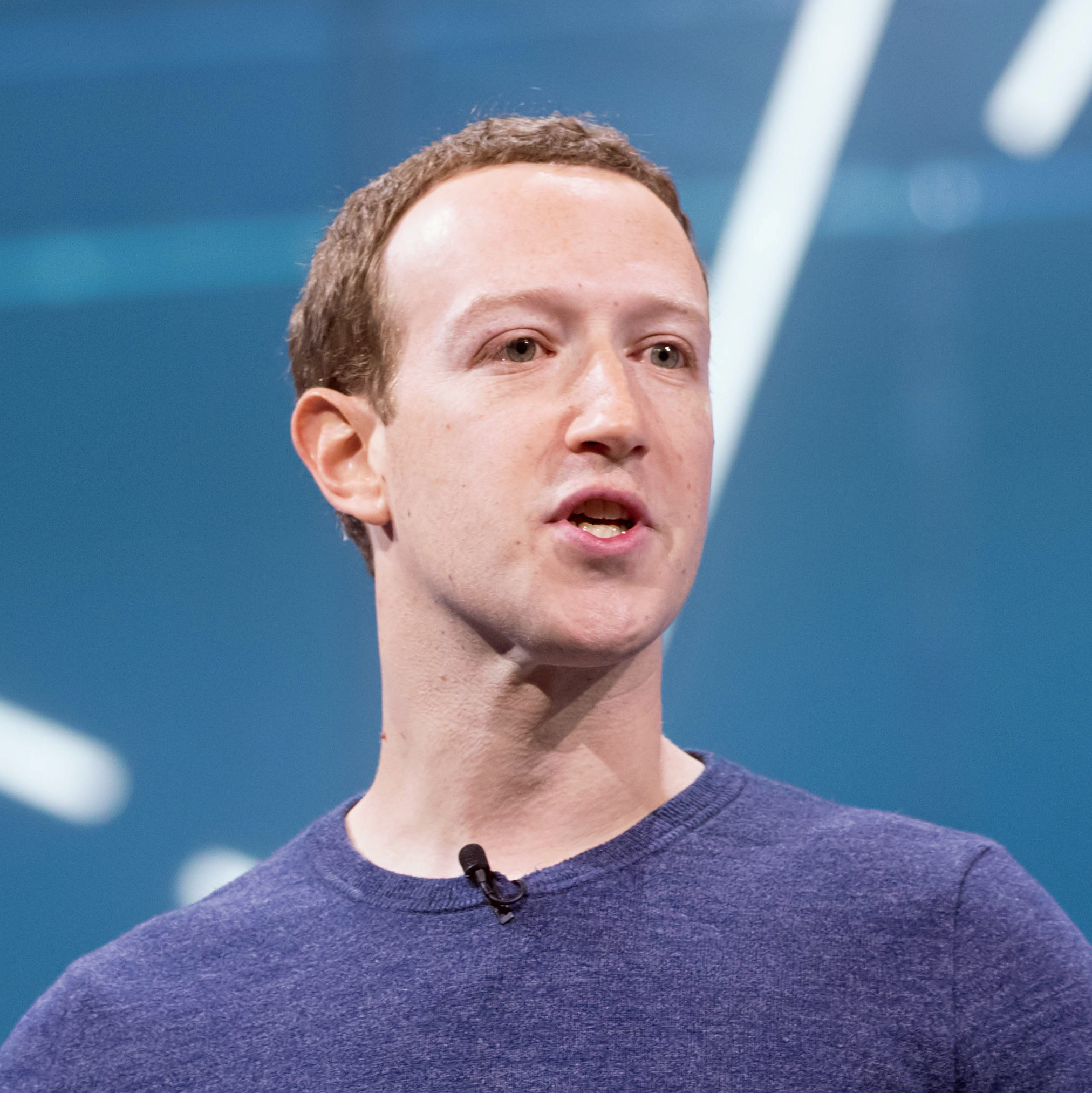
Mark Zuckerberg (2018)

Mark Elliot Zuckerberg [mɑɹk_ˈɛli̯ət ˈzʌkʰɚbɚg] (* 14. Mai 1984 in White Plains, New York) ist ein US-amerikanischer Unternehmer und Stifter. Er ist Gründer und Vorstandsvorsitzender von Meta Platforms sowie Gründer des zu Meta gehörenden sozialen Netzwerks Facebook.

## Leben

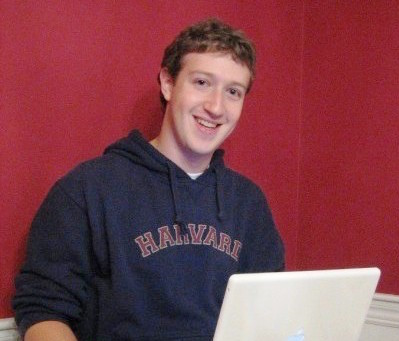
Mark Zuckerberg (2005)

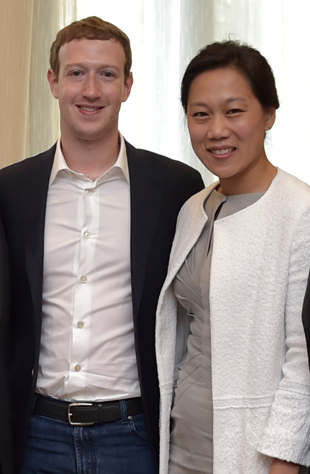
Mark Zuckerberg mit seiner Frau Priscilla Chan (2014)

### Herkunft, frühe Jahre und Ausbildung
Zuckerberg wurde 1984 in White Plains geboren und wuchs in Dobbs Ferry auf; sein Vater Edward ist Zahnarzt, seine Mutter Karen Psychotherapeutin. Er hat drei Schwestern: Randi (* 1982), Donna (* 1987) und Arielle (* 1989). Er hat deutsche, österreichische sowie polnische Vorfahren und entstammt einem jüdischen Elternhaus.
Während seiner Highschool-Zeit erhielt er mehrere Auszeichnungen und Preise, unter anderem in Mathematik, Astronomie, Physik und den klassischen Sprachen. Zusätzlich war er Kapitän des schulischen Fechtteams. An der Harvard University studierte Zuckerberg Informatik und Psychologie, damals wurde er Mitglied bei Alpha Epsilon Pi Fraternity, einer in mehreren Ländern aktiven jüdischen Studentenverbindung. 2004 gründete er mit drei Harvard-Kommilitonen Facebook und gab 2006 sein Studium ohne Abschluss auf.

### Facebook
2004 gründete Zuckerberg als Student zusammen mit Dustin Moskovitz, Chris Hughes und Eduardo Saverin das soziale Netzwerk Facebook. Davor hatte er sich an einigen anderen Internetprojekten versucht.

### Weitere Projekte
Einen Monat nach dem Start von Facebook durch Zuckerberg im Februar 2004 wurde i2hub gestartet, ein weiterer Campus-Dienst, der von Wayne Chang entwickelt wurde und sich auf Peer-to-Peer-Filesharing konzentrierte. Zu dieser Zeit erregten sowohl i2hub als auch Facebook die Aufmerksamkeit der Presse und wuchsen schnell an Nutzern und Bekanntheit. Im August 2004 starteten Zuckerberg, Andrew McCollum, Adam D’Angelo und Sean Parker einen konkurrierenden Peer-to-Peer-Filesharing-Dienst namens Wirehog, der ein Vorläufer der Facebook-Plattformanwendungen war und 2007 eingeführt wurde.
Im Jahr 2013 startete Zuckerberg Internet.org, das er als eine Initiative bezeichnete, um den fünf Milliarden Menschen, die zum Startdatum keinen Internetzugang hatten, Zugang zum Internet zu ermöglichen. Das Projekt stieß in Indien auf erheblichen Widerstand, wo Aktivisten sagten, dass das begrenzte Internet gegen den Grundsatz der Netzneutralität verstoße; Zuckerberg antwortete, dass ein begrenztes Internet besser sei als kein Internet. Internet.org wurde in Indien im Februar 2016 geschlossen, obwohl Zuckerberg sich später mit dem indischen Premierminister Narendra Modi traf, um weitere Möglichkeiten zu besprechen.
Zuckerberg ist Vorstandsmitglied des Sonnensegel-Raumschiff-Entwicklungsprojekts „Breakthrough Starshot“, das er 2016 gemeinsam mit Yuri Milner und Stephen Hawking gründete.

### Privates
Am 19. Mai 2012, einen Tag nach dem Börsengang von Facebook, heiratete Zuckerberg Priscilla Chan. 2015, 2017 und 2023 wurden ihre Kinder geboren. Früher sagte Zuckerberg, er sei Atheist. In den letzten Jahren betont er mehr und mehr die jüdischen Rituale in der Erziehung seiner Kinder. Seine Frau ist keine Jüdin. Die Familie lebt in Palo Alto. Während der COVID-19-Pandemie lernte Zuckerberg Brazilian Jiu Jitsu; 2023 gewann er bei einem lokalen Wettbewerb in dieser Sportart.

## Vermögen
Gemäß der Forbes-Liste 2025 beträgt Zuckerbergs Vermögen ca. 216 Milliarden US-Dollar. Damit belegt der Milliardär Zuckerberg Platz 2 auf der Liste der reichsten Menschen der Welt. Er besitzt etwa 13 % der Meta-Aktien. Zudem wird er voraussichtlich jährlich etwa 700 Millionen US-Dollar an Dividenden aus der neu eingeführten Ausschüttung von Meta Platforms erhalten.

## Spenden und Investitionen
Im September 2010 wurde bekannt, dass Zuckerberg 100 Millionen US-Dollar für die Schulen der Stadt Newark (New Jersey) spendet und den Aufbau einer Bildungsstiftung anstrebt. Im Dezember 2010 sagte Zuckerberg seine Beteiligung bei The Giving Pledge zu und gab somit das Versprechen, einen Großteil seines Reichtums für wohltätige Zwecke zu spenden.
Im Dezember 2012 spendete Zuckerberg 18 Millionen Facebook-Aktien im Wert von rund 500 Millionen US-Dollar an die Silicon Valley Community Foundation. Das Geld soll neue Projekte in den Bereichen Bildung und Gesundheit unterstützen.
Am 2. Dezember 2015 wurde mit der Geburt seiner Tochter bekanntgegeben, dass Zuckerberg 99 Prozent seines Facebook-Aktienvermögens, das zu diesem Zeitpunkt einen Wert von 45 Milliarden US-Dollar hatte, in eine Organisation namens Chan Zuckerberg Initiative mit der Rechtsform einer Limited Liability Company einbringen will. Im April 2016 kündigte Facebook ein neues Börsenarrangement an.
Am 22. September 2016 kündigten Zuckerberg und Chan an, innerhalb der kommenden zehn Jahre drei Milliarden US-Dollar für den Kampf gegen Krankheiten zu spenden. Mit dem Geld soll ein Projekt der Neurowissenschaftlerin und Genetikexpertin Cornelia Bargmann finanziert und aktiv unterstützt werden. Nach einem Treffen zwischen Zuckerberg und Donald Trump in Mar-a-Lago spendete Meta Platforms im Dezember 2024 eine Million US-Dollar für Trumps Amtseinführung.

## Auszeichnungen
Am 15. Dezember 2010 kürte das New Yorker Time Magazine Zuckerberg zur „Person des Jahres“. Am 25. Februar 2016 war er der erste Empfänger des Axel Springer Awards, eines Innovationspreises der Axel Springer SE. 2011 bekam er den österreichischen Big Brother Award, einen Datenschutz-Negativpreis. Im Jahr 2017 verlieh ihm die Harvard University die Ehrendoktorwürde.

## Standpunkt zur Funktion von sozialen Netzwerken
Angesprochen darauf, dass Twitter im Mai 2020 einen Faktencheck zu einer per Tweet aufgestellten Behauptung Donald Trumps erstellt hat, bewertete Zuckerberg dies als eine Schiedsrichterfunktion über den Wahrheitsgehalt dessen, was Menschen online sagten. Private Firmen, vor allem Betreiber von Plattformen wie Facebook und Twitter sollten seiner Überzeugung nach nicht solch eine Rolle einnehmen. Dennoch ließ er bei Facebook, Instagram und Threads Faktenchecks implementieren.
Am 7. Januar 2025 kündigte er an, die Kooperation mit sogenannten Faktenprüfern – häufig steuerfinanzierte NGOs – zu beenden und stattdessen das bei X vorzufindende System der Community Notes einzuführen. Auch hierbei handelt es sich um Faktenchecks, die jedoch nicht von privilegierten Organisationen, sondern dezentral durch die Nutzer der Plattform nach einem Bewertungssystem erfolgen. Zudem wolle er das Content Moderation Team von Kalifornien nach Texas verlegen.

## Kritik und Kontroversen

### ConnectU-Klage
Die Harvard-Studenten Cameron Winklevoss, Tyler Winklevoss und Divya Narendra warfen Zuckerberg vor, sie absichtlich glauben zu lassen, dass er ihnen beim Aufbau eines sozialen Netzwerks namens HarvardConnection.com (später ConnectU) helfen würde. Sie reichten 2004 Klage ein; Die Klage wurde am 28. März 2007 formell abgewiesen. Kurz darauf wurde die Klage bei einem Bundesgericht in Boston erneut eingereicht. Facebook erhob Gegenklage in Bezug auf Social Butterfly, ein Projekt der Winklevoss Chang Group, einer angeblichen Partnerschaft zwischen ConnectU und i2hub. Am 25. Juni 2008 wurde der Fall beigelegt, und Facebook stimmte der Übertragung von über 1,2 Millionen Stammaktien und der Zahlung von 20 Millionen US-Dollar in bar zu. Im November 2007 wurden vertrauliche Gerichtsdokumente auf der Website von 02138 veröffentlicht, einer Zeitschrift für Harvard-Alumni. Dazu gehörten Zuckerbergs Sozialversicherungsnummer, die Privatadresse seiner Eltern und die Adresse seiner Freundin. Obwohl Facebook die Entfernung der Dokumente beantragte, entschied der Richter zugunsten von 02138.

### Hawaiischer Landbesitz
Nach dem Kauf eines 283 Hektar großen Grundstücks nahe Kīlauea auf der Hawaii-Insel Kauaʻi für 100 Millionen US-Dollar entfesselte Zuckerberg unter der Bevölkerung dort scharfe Kritik und Vorwürfe des Neokolonialismus, als er 2017 versuchte, Hunderte von Hawaiiern zu verklagen, die Kleinstparzellen zwischen seinem erworbenen Grundstück und sogenannte Kuleana-Rechte besaßen, um sie zum Verkauf ihrer Anteile zu zwingen.

### Zuckerbergs Meinungswandel zur Online-Moderation
2018 löste Zuckerberg eine Kontroverse aus, weil er sich dagegen aussprach, Holocaustleugnungen bei Facebook zu löschen. Zwei Jahre später erklärte er, dass er seine Meinung hierzu geändert habe. Im November 2020 sah Zuckerberg keinen ausreichenden Grund für eine Sperre von Steve Bannon, nachdem dieser wegen seiner Äußerungen über Anthony Fauci und Christopher A. Wray bei Twitter gesperrt worden war. Wenige Wochen vor Beginn der zweiten Amtsperiode von Donald Trump als US-Präsident kündigte Zuckerberg an, Faktenchecks auf Meta-Plattformen abzuschaffen und durch den Community Notes auf X nachempfundenen Nutzeranmerkungen zu ersetzen, da man „zu viele Einschränkungen gehabt habe“, was zu Zensur geführt habe. In diesem Zuge erlaubte Meta, auf ihren Plattformen zu „Beschränkungen beim Militär, Polizei oder Lehrer-Jobs nach Geschlecht oder sexueller Orientierung“ aufzurufen und Homosexualität und Transsexualität als „Geisteskrankheit oder Anomalie“ zu bezeichnen. In diesem Zuge beendete er firmeninterne Diversitätsprogramme und forderte Wiederkehr „maskuliner Energie“ in Unternehmen.

### Haltung zum Klimawandel
Im Jahr 2017 rief Zuckerberg in einer Abschlussrede an der Harvard-Universität dazu auf, die globale Erwärmung zu verhindern. Sieben Jahre später kaufte er die Mega-Yacht Launchpad (vormals Projekt 1010) für 300 Millionen US-Dollar. Noch im Jahr 2024 nahm er die Yacht in Betrieb; sie stößt 40 Tonnen Kohlendioxid pro Stunde aus.

## Sonstiges
- Im Oktober 2010 wurde der Film The Social Network uraufgeführt, der auf der Entstehungsgeschichte von Facebook und Zuckerbergs Leben basiert.[51][52]
- Die Domain FaceMash.com versteigerte Zuckerberg am 20. November 2010 beim Auktionsdienst Flippa für rund 30.000 US-Dollar.[53]
- Im Januar 2013 wurde bekannt, dass Facebook einen speziellen Spamfilter für Mark Zuckerberg testet. Dieser basiert auf der Anforderung, dass Personen bis zu 100 US-Dollar entrichten müssen, um eine Nachricht an den Gründer des Netzwerks zu senden, die nicht automatisch sortiert wird. Die entsprechende Funktion wurde nur für Anwender aus den Vereinigten Staaten aktiviert, deutsche Nutzer konnten sie nicht verwenden.[54]
- Zuckerberg ist rot-grün-blind und hat deshalb als Facebook-Farbe Blau gewählt.[55]
- Zuckerberg ist einer der Stifter des Breakthrough Prize in Life Sciences, der derzeit höchstdotierten Auszeichnung der Welt.
- Zuckerberg ist Befürworter eines Bedingungslosen Grundeinkommens.[56]